# Двуствольное ружьё

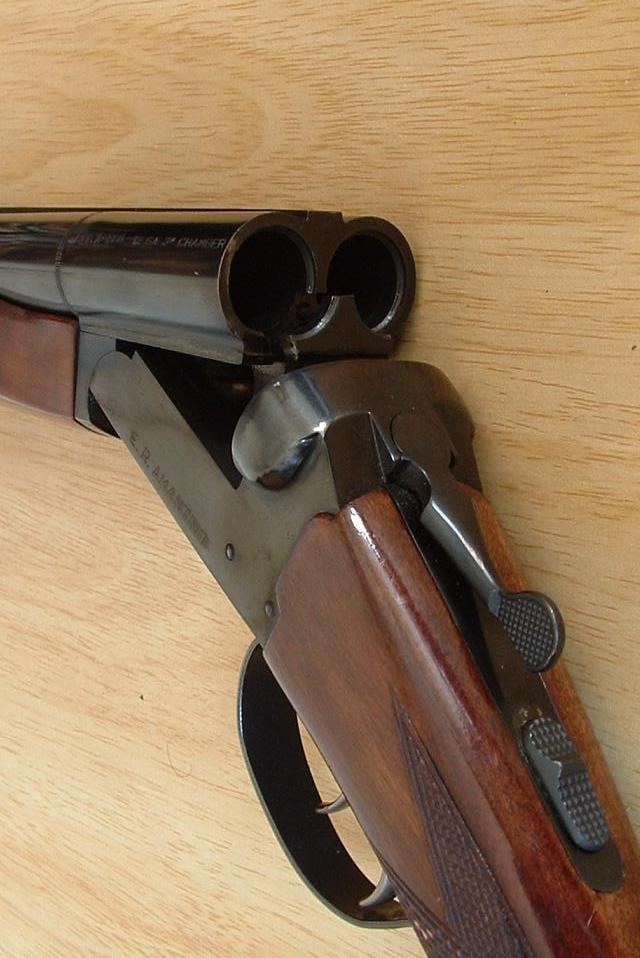
Двуствольное ружьё с горизонтальным расположением стволов.

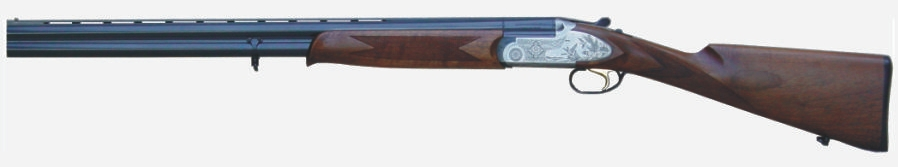
Бокфлинт — ружьё с вертикальным расположением стволов.

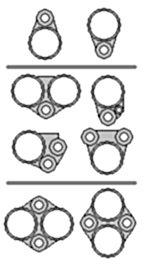
Типы многоствольных комбинированных ружей.

Двуствольное ружьё , двустволка — тип ружья с двумя стволами.

## История
Двуствольное ружье изобретено французом Ле Клером (фр. Pierre Antoine Fuselier de la Claire), в 1738 году. Двуствольные ружья употребляются почти исключительно в качестве охотничьих, в армии же они не нашли употребления, за некоторыми исключениями, например, в Австрии Германо-римской империи, в 1778 году, был принят на вооружение пограничных полков двуствольный карабин, у которого один ствол гладкий, другой — нарезной, с целью сочетать в одном образце меткую, но мешкотную стрельбу из нарезного ствола пулей с пластырем (штуцерная пуля), со скорою, но менее меткою стрельбою гладкоствольного ружья. Эти двуствольные карабины были очень тяжелы и требовали при стрельбе опоры дульною частью на выступ пики, и просуществовали недолго, и немецкое ружьё-винтовка, времён Второй мировой войны — M30 Luftwaffe. 
В XVIII столетии в местечке Балабановка Липовецкого уезда Киевской губернии Российской империи, выделывались славившиеся в то время двуствольные охотничьи ружья и пистолеты, не уступавшие иностранным, с шуточной надписью на них: «De kowal Sydor de Balabanowka».
На начало XX столетия лучшие охотничьи ружья приготовливались двуствольными, заряжающимися с казны.
Есть два основных варианта расположения оружейных стволов:
- горизонтально («горизонталка»), когда стволы располагаются рядом, в горизонтальной плоскости;
- вертикально («вертикалка», бокфлинт), когда один ствол располагается над другим, в вертикальной плоскости.

По типу спускового механизма двустволки делятся на конструкции с двумя спусковыми крючками (один для каждого ствола) и одним спусковым крючком (выстрелы происходят последовательно). При горизонтальном расположении стволов они не параллельны, а сходятся так, чтобы при стрельбе укладывать дробь в одну точку на расстоянии 30—35 метров. Нередко в охотничьих ружьях, чтобы расширить возможности ружья, в стволах делаются разные дульные сужения (чоки), или стволы различаются по калибру — например, один из стволов нарезной, а другой гладкий (так называемый бюксфлинт). В двуствольных ружьях сверловка чок-бор употребляется или для обоих стволов, или только для левого.